# The Beautyst
 (février 2015).
The Beautyst est une entreprise française de commerce électronique, spécialisée dans la vente de produits de beauté.
Le site propose un catalogue de 32 marques de cosmétiques, ainsi que la possibilité aux membres inscrits (blogueuses et clientes) de publier des contenus relatifs à l’univers de la beauté (photos, vidéos, articles).
The Beautyst revendique aujourd’hui 250 000 inscrits sur son site. 
The Beautyst est présent en France mais aussi au Royaume-Uni : un déploiement à l’international est en projet pour 2015.
Début 2015, The Beautyst deviendra la première place de marché entièrement consacrée à la beauté. 

## Histoire
2011 : The Beautyst est lancé par Géraldine Cohen et sa sœur Marion Assuied. Initialement, l’entreprise est un site Internet marchand, spécialisé dans la vente des produits de beauté de marques confidentielles, difficilement trouvables en France.
2012 : The Beautyst ajoute à son catalogue produits une plateforme communautaire. The Beautyst se lance alors dans le concept du Social Shopping. 
2015 : The Beautyst deviendra la première place de marché entièrement consacrée aux produits de beauté

## Concept
The Beautyst se veut être un site de social shopping, ou les clientes peuvent acheter des produits de beauté de marques confidentielles, tout en bénéficiant de conseils personnalisés. Les contributrices du site (blogueuses et consommatrices) publient régulièrement du contenu sur le site, pour guider les consommatrices dans leur achat.

## La communauté
The Beautyst revendique aujourd’hui 250 000 inscrits sur son site dont 650 blogueuses.
Les membres du site peuvent y publier des contenus (photos, vidéos ou articles) relatifs à l’univers de la beauté, qui guideront les clientes dans leur achat de produits de beauté. 